# Nikola Radulović
Nikola Radulović (ur. 26 kwietnia 1973 w Zagrzebiu) – chorwacki koszykarz, występujący na pozycji silnego skrzydłowego, posiadający także włoskie obywatelstwo, reprezentant tego kraju, wicemistrz olimpijski.

## Osiągnięcia
Na podstawie, o ile nie zaznaczono inaczej.

### Drużynowe
- Mistrz :
  - Francji (2002)
  - II ligi włoskiej (2010)
- Zdobywca Pucharu Włoch (2008)
- Finalista Pucharu Hiszpanii (2004)
- Uczestnik międzynarodowych rozgrywek Eurocup (2006/2007)

### Indywidualne
- MVP:
  - meczu gwiazd ligi francuskiej (2001)
  - kolejki ligi hiszpańskiej (5 – 2002/2002, 23, 24 – 2005/2006)
- Uczestnik meczu gwiazd (2001 – sezon 2001/2002)
- Order Zasługi Republiki Włoskiej (27 września 2004)[5]

### Reprezentacja
- Wicemistrz olimpijski (2004)[6][7][8]
- Brązowy medalista mistrzostw Europy (2003)[9]
- Uczestnik:
  - mistrzostw Europy (2001 – 11. miejsce, 2003)[10]
  - kwalifikacji do Eurobasketu (2003)[11]